# Джон Мадър
Джон Мадър (на английски: John C. Mather) е американски астрофизик и космолог, носител на Нобелова награда за физика за 2006 г., заедно с Джордж Смут, за „откриването на анизотропията на реликтовото излъчване (микровълновото фоново лъчение)“.

## Биография
Роден е на 7 август 1946 г. в Роуаноук, Вирджиния. Завършва Калифорнийския университет в Бъркли. Понастоящем работи в Центъра за космически полети Годард на НАСА и като професор в Университета на Мериленд – Колидж парк.

## Научна дейност
Мадър има главна заслуга в координирането на предложението за изграждането на COBE, както и при откриването на топлинния спектър на това лъчение, подобен на този на абсолютно черно тяло, а Джордж Смут има главна заслуга в измерването на леките колебания на температурата на лъчението. В проекта участват повече от 1000 учени, инженери и техници.
Според Нобеловия комитет, спътникът COBE, върху данните от който Мадър работи, поставя „началото на космологията като точна наука“.